# Cyathea lepifera
Espèce
Statut CITES
Cyathea lepifera est une espèce de fougère arborescente de la famille des Cyatheaceae originaire de Chine, du Japon, des Philippines et de Taïwan.

## Synonyme
- Sphaeropteris lepifera